# بونانزا (کلرادو)
بونانزا (به انگلیسی: Bonanza) شهری در ایالت کلرادو کشور ایالات متحده آمریکا است که جمعیت آن در سرشماری سال ۲۰۱۰ میلادی، ۱۶ نفر بوده‌است.